# Sigurður Ingi Jóhannsson
Sigurður Ingi Jóhannsson ([sɪːɣʏrðʏr iɲcɪ jouːhansɔn ]; n. ¿?, Islandia, 20 de abril de 1962) es un político y veterinario islandés. Desde el 5 de abril de 2016 hasta el 11 de enero de 2017, ocupó el cargo de primer ministro de Islandia, tras la renuncia de Sigmundur Davíð Gunnlaugsson.

## Biografía
Nació el día 20 de abril de 1962, proveniente de una familia de granjeros y es licenciado en Veterinaria por una universidad de Dinamarca.
Se inició en el mundo de la política desde joven, como miembro del Partido Progresista de Islandia.
Y desde 2009 es miembro del Parlamento Nacional "Alþingi", por la circunscripción de Suðurkjördæmi.
Desde ese mismo año hasta 2013, ha sido Vicepresidente del grupo parlamentario de su partido y además como diputado ha pertenecido a la Comisión parlamentaria de Pesca y Agricultura y a la Delegación de Islandia ante el Consejo Nórdico Occidental. Además fue Vicepresidente del partido.
También pasó a formar parte del gabinete de gobierno del primer ministro Sigmundur Davíð Gunnlaugsson y el día 23 de mayo de 2013, fue elegido como Ministro de Agricultura y Pesca. Al mismo tiempo también se le asignó, la cartera del Ministerio de Medio Ambiente y Recursos Naturales.
Actualmente tras la dimisión de Sigmundur Davíð Gunnlaugsson por su vinculación en el escándalo del caso financiero Panama Papers ("o más conocido como Papeles de Panamá"), en su sucesión desde el día 5 de abril de 2016, fue designado por el presidente Ólafur Ragnar Grímsson como nuevo y 26º primer ministro de Islandia.